# Forêt nationale de São Francisco
Pour les articles homonymes, voir São Francisco.
La forêt nationale de São Francisco (portugais : Floresta Nacional de São Francisco) est une forêt nationale brésilienne. Elle se situe dans la région Nord, dans l'État de l'Acre.
Le parc fut créé en 2001 et couvre une superficie de 21 147,67 hectares, essentiellement de forêt amazonienne.
Il s'étend sur le territoire de la municipalité de São Francisco.